# Giorgio Calabrese (medico)
Giorgio Calabrese (Rosolini, 3 agosto 1951) è un medico e nutrizionista italiano.

## Biografia
Medico nutrizionista, si è laureato in Medicina nel 1977 all'Università degli Studi di Catania. Subito dopo si è trasferito ad Asti, dove viveva uno zio. Si è specializzato in Scienza dell'alimentazione nel 1987 all'Università degli Studi di Pavia. Dal 2017, è docente di Dietologia umana e Dietoterapia presso il Dipartimento di Medicina e Farmacia della Scuola di Specializzazione in Chirurgia delle "Molinette" di Torino e della Facoltà di Tecnologie Alimentari per la Ristorazione collettiva del polo universitario di Asti (dell'Università degli Studi di Torino) e dell'Università del Piemonte Orientale.
È presidente della sezione "sicurezza alimentare" del Comitato Nazionale Sicurezza Alimentare (CNSA) del Ministero della Salute, organo consultivo governativo, dal 27 aprile 2015.
Già membro (fino all'estate 2008) dell'Autorità europea per la sicurezza alimentare in rappresentanza del governo italiano, nonché componente di diverse commissioni scientifiche presso il Ministero delle politiche agricole alimentari e forestali e presso il Ministero della Salute, fa anche parte dell'European Commission of Health dell'Unione europea e della Fondazione Italia USA.
È stato vicepresidente dell'Istituto Nazionale di Ricerca per gli Alimenti e la Nutrizione, organo del Ministero delle politiche agricole alimentari e forestali dove ora ricopre il ruolo di presidente del COSNALA (Comitato Nazionale Sicurezza Alimenti di Origine Animale) dell'ISMEA appartenente al MIPAAF.
Dal 2016, è presidente del Dipartimento Ricerca della Fondazione Einaudi di Roma.
È stato altresì presidente nazionale dell'ONAV (Organizzazione Nazionale Assaggiatori di Vino) dall'ottobre 2009 al settembre 2014.
Nel ruolo di divulgatore scientifico e di giornalista pubblicista, la sua notorietà è dovuta anche, oltre che alle pubblicazioni e collaborazioni con quotidiani e riviste, alla partecipazione come dietologo e nutrizionista in molte popolari trasmissioni televisive della Rai, tra queste Lineablu, Porta a Porta, Unomattina, In famiglia, Medicina 33, TG2 Salute e Siamo noi su TV2000.

### Posizioni medico-alimentari
Sostiene la necessità dell'uomo di assumere alimenti di origine animale per mantenersi in salute, in contrasto con i sostenitori di una dieta vegana e ha posizioni favorevoli riguardo all'uso dell'olio di palma. È stato tra i primi a chiedere le etichette per indicare la storia e la provenienza dei cibi.
In riferimento al dibattito sulla carne coltivata, Calabrese esorta alla prosecuzione degli studi scientifici in merito prima di avviare una sua eventuale produzione e commercializzazione in Italia, al fine di garantire un'adeguata tutela ai consumatori.

## Pubblicazioni
- Giorgio Calabrese, Caterina Calabrese, Dimagrire con la dieta mediterranea, Cairo ed., 2014.
- Giorgio Calabrese, Caterina Calabrese, La dieta dei vostri bambini, Piemme, 1991.
- Giorgio Calabrese, Caterina Calabrese, La dieta in gravidanza, Sperling & Kupfer, 1997.
- Giorgio Calabrese, Caterina Calabrese, Bambini a tavola, Piemme, 2000.
- Giorgio Calabrese, Caterina Calabrese, La dieta del terzo millennio, La Stampa, 2001.
- Giorgio Calabrese, Caterina Calabrese, Cibo Etico- Cibo Dietetico, Piemme, 2007.
- Giorgio Calabrese, Romana Bosco, Dieta e fornelli, Piemme, 1987.
- Giorgio Calabrese, Romana Bosco, La dieta dei buongustai, Piemme, 1990.
- Giorgio Calabrese, Alessandra Graziottin, Una donna nuova, Sperling & Kupfer, 2000.
- Giorgio Calabrese, Paola Vinciguerra, Stress e dieta, Kowalski, 2012.
- Giorgio Calabrese, F. Aversano, V. Ferrara, G. Tartaglia Polcini, Regole alimentari e made in Italy, Edagricole, 2012.
- Giorgio Calabrese, Giuseppe Daddio,  Dieta Mediterranea, Salute e Bontà, Malvarosa, 2015.